# District des West Garo Hills
Le district des West Garo Hills est un district de l'État du Meghalaya, en Inde.

## Géographie
Au recensement de 2001, sa population compte 515 813 habitants.
Son chef-lieu est la ville de Tura. 